# هفت عادت مردمان مؤثر
هفت عادت مردمان مؤثر (به انگلیسی: The Seven Habits of Highly Effective People) که در سال ۱۹۸۹ توسط استیون کاوی نوشته شده است، کتابی است مشهور در مورد مهارت‌های زندگی.
این کتاب تا به حال به ۳۸ زبان ترجمه شده و ۴۰ میلیون نسخه از آن در تمام دنیا به فروش رفته است.
کاوی در این کتاب با معرفی هفت عادت و آموزش قدم به قدم آن‌ها، چیزی که زندگی در شمال نام می‌برد را معرفی کرده و اخلاق منجر به موفقیت را آموزش می‌دهد.
این کتاب توسط گیتی خوشدل به فارسی ترجمه شده است.

## هفت عادت مردمان مؤثر
استیفن کاوی در کتاب خود، هفت عادت بنیادین را به عنوان اصولی برای رشد فردی و موفقیت پایدار معرفی می‌کند. او این عادت‌ها را به سه دستهٔ اصلی تقسیم می‌کند:
1. سه عادت نخست با هدف توسعهٔ استقلال فردی (خودرهبری)
2. سه عادت بعدی با هدف دستیابی به هم‌وابستگی سازنده (رهبری میان‌فردی)
3. عادت هفتم برای تجدید قوای درونی و بیرونی و تقویت مداوم

کاوی تأکید می‌کند که تسلط بر این عادات نه‌تنها باعث بهبود روابط فردی و شغلی می‌شود، بلکه مسیر رشد درونی، بهره‌وری و رضایت شخصی را نیز هموار می‌سازد.

### ۱. پیش‌فعال باشید (Be proactive)
در این عادت، کاوی مفهوم پیش‌فعالی را به‌عنوان توانایی در به‌دست‌گیری مسئولیت واکنش‌های خود در برابر رخدادهای بیرونی تعریف می‌کند. انسان پیش‌فعال در مواجهه با محرک‌ها (اتفاقات و چالش‌ها)، بین محرک و واکنش انتخاب آگاهانه دارد. به گفتهٔ کاوی، حتی در دشوارترین شرایط، مانند تجربه‌های ویکتور فرانکل در اردوگاه‌های نازی، انسان می‌تواند طرز واکنش خود را انتخاب کند.
در این عادت:
- باید مرز بین «دایرهٔ نفوذ» (آنچه می‌توانیم تغییر دهیم) و «دایرهٔ نگرانی» (آنچه خارج از کنترل ماست) را شناخت.
- افراد مؤثر روی دایرهٔ نفوذ خود تمرکز می‌کنند و آن را گسترش می‌دهند، به جای اینکه از دایرهٔ نگرانی فراتر روند و احساس ناتوانی کنند.
- این عادت اساس مسئولیت‌پذیری، خودمدیریتی و اعتماد به نفس است.

### ۲. از پایان آغاز کنید (Begin with the End in Mind)
در این عادت، کاوی توصیه می‌کند که زندگی و کارهای خود را با چشم‌انداز مشخص و بلندمدت آغاز کنیم. منظور او این است که پیش از هر اقدام، ابتدا مقصد نهایی را در ذهن داشته باشیم و آن‌گاه برنامه‌ریزی کنیم.
او پیشنهاد می‌دهد:
- بیانیهٔ مأموریت شخصی (Personal Mission Statement) بنویسیم.
- از خود بپرسیم: «آیا من در حال حاضر همان کسی هستم که می‌خواهم باشم؟»، «دوست دارم پس از مرگ، چگونه به یاد آورده شوم؟»
- پیش از خلق هر چیز، ابتدا آن را در ذهن بسازیم. به‌قول معروف: «دو بار اندازه بگیر، یک بار ببر!»

کاوی در اینجا می‌گوید: اگر در عادت اول یادگرفتیم که «برنامه‌نویس هستیم»، حالا باید برنامه بنویسیم؛ یعنی هدف‌گذاری و ارزش‌گذاری کنیم.

### ۳. امور مهم را در اولویت قرار دهید (Put First Things First)
در این مرحله، کاوی به مدیریت زمان و اولویت‌بندی می‌پردازد. او با معرفی ماتریس آیزنهاور (ماتریس اهمیت در برابر فوریت) نشان می‌دهد که کارها را باید در چهار دسته تقسیم کرد:
1. فوری و مهم: بحران‌ها، مهلت‌های نزدیک (باید انجام شود)
2. مهم ولی غیرفوری: برنامه‌ریزی، رشد فردی، تمرین و یادگیری (باید برنامه‌ریزی شود)
3. فوری ولی غیرمهم: تماس‌ها، پیام‌ها، وقفه‌ها (می‌توان واگذار کرد)
4. نه فوری و نه مهم: وقت‌کشی، سرگرمی‌های بی‌هدف (باید حذف شود)

افراد مؤثر بیشتر وقت خود را در ربع دوم می‌گذرانند: جایی که رشد بلندمدت و پیشگیری از بحران‌ها اتفاق می‌افتد.
پیام کاوی:
اگر عادت اول می‌گوید «تو برنامه‌نویسی» و عادت دوم می‌گوید «برنامه بنویس»، حالا باید برنامه را اجرا کنی و تفاوتی میان آنچه می‌گویی و آنچه انجام می‌دهی، باقی نگذاری.

### ۴. تفکر برد-برد داشته باشید (Think Win–Win)
در روابط انسانی، کاوی بر این باور است که موفقیت واقعی زمانی حاصل می‌شود که همه طرف‌ها برنده باشند. نگرش برد–برد نه به معنای «دل‌نازک بودن» است و نه یک تکنیک سطحی، بلکه یک منش اخلاقی و بنیادین برای تعامل انسانی است.
اصول این عادت:
- اعتماد متقابل، احترام به منافع دیگران
- پذیرش اینکه منابع محدود نیستند و همه می‌توانند از موفقیت بهره‌مند شوند
- توسعهٔ راه‌حل‌های مشترک و پایدار، به‌جای رقابت و حذف طرف مقابل

### ۵. ابتدا بفهم، سپس بفهمان (Seek First to Understand, Then to Be Understood)
کاوی در این عادت بر گوش دادن همدلانه تأکید دارد؛ یعنی اینکه ابتدا با قلب و ذهن باز به صحبت‌های دیگران گوش دهیم، بدون داوری، تا آن‌ها احساس درک و اعتماد پیدا کنند. این نوع گوش دادن، پایهٔ گفت‌وگوی مؤثر و حل مسائل انسانی است.
این عادت با سه مؤلفهٔ کلاسیک بلاغت یونانی مرتبط است:
1. اتوس (اعتبار گوینده): اعتمادسازی و اصالت شخصیت
2. Pathos (احساسات): همدلی و درک عاطفی پیام
3. لوگوس (منطق): ساختار منطقی و استدلال پیام

کاوی تأکید دارد که ترتیب این عناصر نشان‌دهندهٔ اهمیت نسبی آن‌هاست: ابتدا اعتماد، سپس احساس، و در نهایت منطق.

### ۶. هم‌افزایی ایجاد کنید (Synergize)
در این عادت، کاوی مفهوم هم‌افزایی (Synergy) را به‌عنوان حاصل همکاری خلاقانهٔ انسان‌ها معرفی می‌کند. هم‌افزایی زمانی رخ می‌دهد که مجموع توانایی‌ها و دیدگاه‌های افراد در تعامل با یکدیگر، به نتایجی فراتر از مجموع توانایی‌های جداگانه منجر شود.
ویژگی‌های افراد هم‌افزا:
- تفاوت‌ها را تهدید نمی‌دانند، بلکه فرصتی برای نوآوری می‌بینند.
- با احترام به تنوع، راه‌حل‌هایی خلاقانه و مشترک خلق می‌کنند.
- باور دارند که همکاری «من و تو» می‌تواند بهتر از «من یا تو» باشد.

### ۷. ارّه را تیز نگه‌دار (Sharpen the Saw)
این عادت آخر به بازسازی و تجدید قوای جسمی، ذهنی، عاطفی و معنوی اختصاص دارد. کاوی می‌گوید فرد مؤثر کسی است که با صرف زمان منظم برای رشد و مراقبت از خود، می‌تواند عملکرد خود را پایدار و مؤثر نگه دارد.
ابعاد چهارگانهٔ تیزکردن ارّه:
- جسمانی: ورزش، تغذیه مناسب، خواب کافی
- ذهنی: مطالعه، آموزش، حل مسئله
- عاطفی/اجتماعی: روابط سازنده، عشق، دوستی، گوش دادن فعال
- معنوی: مدیتیشن، دعا، تأمل، خدمت به دیگران

کاوی مدل «مارپیچ صعودی» را پیشنهاد می‌دهد که شامل سه مرحله است:
1. یادگیری: مطالعه و آگاهی
2. تعهد: تصمیم به عمل
3. اجرا: به‌کارگیری مستمر اصول

این روند مارپیچی باعث رشد مداوم و درونی‌سازی عمیق‌تر عادت‌ها می‌شود، و فرد را به آزادی، آرامش درونی، خرد و اثربخشی بالاتر می‌رساند.